# ネイティヴダンサー
ネイティヴダンサー（Native Dancer、1950年 - 1967年）は、アメリカ合衆国の競走馬である。
生涯成績は22戦21勝で、唯一の敗戦がケンタッキーダービー2着のみという戦績を残した。主な勝ち鞍はプリークネスステークス、ベルモントステークス。いつの間にか先頭に立っているレースぶりと芦毛の馬体が当時のモノクロテレビで映えたためグレイゴースト（灰色の幽霊）、グレイファントム（灰色の幻影）の愛称で呼ばれ雑誌『タイム』の表紙を飾るなど人気を博した。1952年度および1954年度のアメリカ年度代表馬に選出。

## 生涯

### 競走馬時代

#### 1952年
1952年4月19日にニューヨーク州ロングアイランドのジャマイカ競馬場で行われたダート1000mのレースでデビューし勝利を挙げた。4日後に同じくジャマイカ競馬場で行われたユースフルステークスに出走し優勝、2戦目で重賞制覇を達成した。その後前肢の管骨に骨膜炎を発症して休養をとり、8月にサラトガで復帰すると同競馬場で1か月の間に4戦し全て優勝した。この時期にはネイティヴダンサーはアメリカでもかなり知られた存在になっていた。その後も9月にフューチュリティステークスをダート1300mの世界タイレコードで優勝するなど9戦全勝の成績を挙げ、2歳戦の賞金レコードを塗り替える活躍を見せたネイティヴダンサーは「サイテーションを凌ぐ戦後最強の名馬」と評価され1952年の年度代表馬に選ばれた。全米フリーハンデでも2歳馬としては過去最高の評価を得た。

#### 1953年
翌1953年、前年の秋から気候の温暖なカリフォルニア州で過ごしていたネイティヴダンサーは4月に東部に戻りレースに復帰。ジャマイカ競馬場で行われたゴーサムステークスとウッドメモリアルステークスを連勝した。これで成績を11戦全勝としたネイティヴダンサーは続くアメリカ三冠競走第1戦のケンタッキーダービーで単勝オッズ1.7倍の1番人気に支持されたが4番手でレースを進めたネイティヴダンサーは逃げたダークスターをアタマ差交わすことができず2着となり、生涯初、そして唯一となる敗戦を喫した。ネイティヴダンサーはその後アメリカ三冠第2戦のプリークネスステークスと第3戦のベルモントステークスでもジャミーケイと接戦を演じ、ともにクビ差で勝利。二冠を達成した。
ベルモントステークス優勝後、ネイティヴダンサーは7月-8月にかけて4戦しいずれも2着馬に2馬身以上の差をつけて勝利した。同じ頃1歳年上のトムフールがニューヨークハンデキャップ三冠を達成するなど連戦連勝を続けていた。ネイティヴダンサーとトムフールはともに9月に行われるシソンビーステークスへの出走を決め両馬の対決に競馬ファンの注目が集まったがネイティヴダンサーが前年に患った前脚の骨膜炎を再発させて休養を余儀なくされ、対決は実現しなかった。ネイティヴダンサーは年内に復帰することができず10戦9勝でこの年のシーズンを終えることになった。一方トムフールは連勝を続けて10戦10勝の成績でこの年のシーズンを終え、年度代表馬に選出された。ネイティヴダンサーは最優秀3歳馬に選出されるにとどまった。

#### 1954年
馬主のアルフレッド・グウィン・ヴァンダービルト2世がメリーランド州に所有するサガモア牧場で冬を過ごしたネイティヴダンサーは5月に復帰した。復帰初戦を優勝し、2戦目にはメトロポリタンハンデキャップが選ばれた。生涯初のハンデキャップ競走となったこのレースで59kgの斤量を背負ったネイティヴダンサーは伸びを欠き、ストレートフェイスを接戦の末クビ差で下し優勝した。レース後前肢の骨膜炎が再発し、予定していたサバーバンハンデキャップには出走せず休養をとることになった。その間馬主のヴァンダービルトはネイティヴダンサーの凱旋門賞遠征を計画。調教師のウィリアム・C・ウインフリーがフランスを視察に訪れた。
8月に入り骨膜炎が収まったネイティヴダンサーはオネオンタに出走。62.1kgの斤量を科せられたものの2着馬に9馬身の差をつけて優勝した。なお、このレースではネイティヴダンサーのあまりの人気に馬券が発売されなかった。法律で単勝の配当は1.05倍以上と決められており、主催者側が馬券を発行すると赤字になると判断したためである。
8月下旬、調教を終えたネイティヴダンサーにハ行が認められ検査の結果前肢に屈腱炎を発症していることが判明。ヴァンダービルトはただちにネイティヴダンサーの引退を決断（これにより凱旋門賞遠征の計画は立ち消えとなった）し、種牡馬としてサガモア牧場で繋養すると発表した。なお、この年はシーズン途中で引退したため3戦3勝の成績に終わったが生涯2度目の年度代表馬に選出された。

### 競走馬引退後
種牡馬となったネイティヴダンサーの種付料は5000米ドルという当時としては非常に高い金額に設定されたが、それでも種付け申込が殺到した。種牡馬成績は1966年にボールドルーラーに次ぐリーディングサイアー第2位になったのが最高で、産駒のフラダンサーが活躍したイギリスとフランスでもリーディングサイアー10位以内に入ったことがある。ブルードメアサイアーとしてはノーザンダンサーなどを輩出したが、自身の競走成績と交配された牝馬の質からすればこれでもまだ期待外れと見られたという
種牡馬としてのネイティヴダンサーの最大の特徴のひとつは、「種牡馬の父」として成功を収めた点にある。種牡馬として活躍したネイティヴダンサーの産駒にはレイズアネイティヴ、ダンキューピッドなどがいる。レイズアネイティヴの産駒・ミスタープロスペクターは種牡馬として大きな成功を収め、ネイティヴダンサーの直系子孫を大きく発展させた。近年ではこの系統はミスタープロスペクター系と呼ばれ、競馬界における大きな血統勢力の一つとなっている。日本へはカウアイキング、エタン、ダンサーズイメージ、ダンシングキャップ、タカウオークなどが輸入された。ダンシングキャップはオグリキャップの父として知られている。
1967年11月14日、サガモア牧場の敷地内で激しい疝痛を起こし苦しむネイティヴダンサーが発見された。ペンシルベニア大学へ移送され腸閉塞の手術が行われ成功したものの衰弱が激しく、11月16日に死亡した。後日、ネイティヴダンサーが小腸癌を患っていたことが判明した。ネイティヴダンサーの遺体はサガモア牧場へ運ばれ、敷地内に埋葬された。
直仔のレイズアネイティヴを介したミスタープロスペクターや、母父としてノーザンダンサーを輩出するなど、20世紀を代表する大種牡馬二頭を孫の世代に持つ。現在の世界競馬でネイティブダンサーの血を含まない競走馬はほぼ皆無である。

## 代表産駒
- エタン / Atan（種牡馬、シャーペンアップ（1971年ミドルパークステークス）の父）
- カウアイキング / Kauai King（1966年ケンタッキーダービー、プリークネスステークス）
- ダンサーズイメージ / Dancer's Image（1968年ウッドメモリアルステークス）
- ダンシングキャップ / Dancing Cap（種牡馬、オグリキャップの父）
- ナタルマ / Natalma（繁殖牝馬、世界的大種牡馬ノーザンダンサーの母）
- ネイティヴストリート / Native Street（1966年ケンタッキーオークス）
- フラダンサー / Hula Dancer（1963年1000ギニー、チャンピオンステークス）
- レイズアネイティヴ / Raise a Native（種牡馬、ミスタープロスペクターの父）

## 逸話
- ネイティヴダンサーの活躍した時期はアメリカでテレビ放送が盛んになった時期と重なり、競馬の大レースはアメリカ全土へテレビ中継されるようになっていた。芦毛の馬はモノクロテレビでも見分けがつきやすく先行し2、3番手に位置していたネイティヴダンサーがいつの間にか先頭に立ってゴールする姿はグレイゴースト（灰色の幽霊）またはグレイファントム（灰色の幻影）と呼ばれ人気を博した。
- ネイティヴダンサーは出走したレース全てで1番人気に支持された。単勝オッズはデビュー戦（2.4倍）を除きすべて2.0倍以下であった。

## 血統
| ネイティヴダンサーの血統（ファラリス系 / Polymelus4×5=9.38%） | ネイティヴダンサーの血統（ファラリス系 / Polymelus4×5=9.38%） | ネイティヴダンサーの血統（ファラリス系 / Polymelus4×5=9.38%） | （血統表の出典）     | （血統表の出典） |
| 父 Polynesian 1942 黒鹿毛 アメリカ                            | 父の父Unbreakable 1935 黒鹿毛                                 | Sickle                                                        | Phalaris             | Phalaris         |
| 父 Polynesian 1942 黒鹿毛 アメリカ                            | 父の父Unbreakable 1935 黒鹿毛                                 | Sickle                                                        | Selene               |                  |
| 父 Polynesian 1942 黒鹿毛 アメリカ                            | 父の父Unbreakable 1935 黒鹿毛                                 | Blue Grass                                                    | Prince Palatine      | Prince Palatine  |
| 父 Polynesian 1942 黒鹿毛 アメリカ                            | 父の父Unbreakable 1935 黒鹿毛                                 | Blue Grass                                                    | Hour Glass           |                  |
| 父 Polynesian 1942 黒鹿毛 アメリカ                            | 父の母Black Polly 1936 鹿毛                                   | Polymelian                                                    | Polymelus            | Polymelus        |
| 父 Polynesian 1942 黒鹿毛 アメリカ                            | 父の母Black Polly 1936 鹿毛                                   | Polymelian                                                    | Pasquita             |                  |
| 父 Polynesian 1942 黒鹿毛 アメリカ                            | 父の母Black Polly 1936 鹿毛                                   | Black Queen                                                   | Pompey               | Pompey           |
| 父 Polynesian 1942 黒鹿毛 アメリカ                            | 父の母Black Polly 1936 鹿毛                                   | Black Queen                                                   | Black Maria          |                  |
| 母 Geisha 1943 芦毛                                           | 母の父Discovery 1931 栗毛 アメリカ                            | Display                                                       | Fair Play            | Fair Play        |
| 母 Geisha 1943 芦毛                                           | 母の父Discovery 1931 栗毛 アメリカ                            | Display                                                       | Cicuta               |                  |
| 母 Geisha 1943 芦毛                                           | 母の父Discovery 1931 栗毛 アメリカ                            | Ariadne                                                       | Light Brigade        | Light Brigade    |
| 母 Geisha 1943 芦毛                                           | 母の父Discovery 1931 栗毛 アメリカ                            | Ariadne                                                       | Adrienne             |                  |
| 母 Geisha 1943 芦毛                                           | 母の母Miyako 1930 芦毛                                        | John P.Grier                                                  | Whisk Broom II       | Whisk Broom II   |
| 母 Geisha 1943 芦毛                                           | 母の母Miyako 1930 芦毛                                        | John P.Grier                                                  | Wonder               |                  |
| 母 Geisha 1943 芦毛                                           | 母の母Miyako 1930 芦毛                                        | La Chica                                                      | Sweep                | Sweep            |
| 母 Geisha 1943 芦毛                                           | 母の母Miyako 1930 芦毛                                        | La Chica                                                      | La Grisette F-No.5-f |                  |

- 母のゲイシャはネイティヴダンサーの生産者・馬主であるアルフレッド・グウィン・ヴァンダービルト2世の生産馬で、その母ミヤコはヴァンダービルトが購入した馬である。ともに日本を連想させる名前である。ゲイシャの孫にはキモノという名の競走馬もいる。
- 母の従姉妹に、ミスティモーン・ワットアプレジャーきょうだいの母でボールドラッドの祖母グレイフライトがいる。